# Bachwiesengraben (Buxbach)
Der Bachwiesengraben ist ein 1,6 km langer Bach im mittelfränkischen Landkreis Weißenburg-Gunzenhausen. Er ist der südliche und rechte Quellbach des Buxbachs.

## Verlauf
Der Bach entspringt auf einer Höhe von rund 425 m ü. NHN knapp 300 m südlich der Einöde Sorghof, eines Gemeindeteils von Pfofeld, als Straßengraben neben der der Staatsstraße 2222. 
Er fließt ostwärts zwischen dem Bühl (422,7 m ü. NHN) im Norden und Thannhausen im Süden hindurch. 
Nördlich von Thannhausen vereinigt er sich auf einer Höhe von rund 409,9 m ü. NHN von rechts mit dem nahe bei Sorghof entstehenden Weihergraben zum Buxbach, dem linken Haupt-Oberlauf des Banzerbachs.
Sein etwa 1,6 km langer Lauf endet 15,1 Höhenmeter unterhalb seiner Quelle; er hat somit ein mittleres Sohlgefälle von 9,4 ‰.

## Karte
- Topographische Karte Bayern Nord 1:10000